# (33682) Waylonreid
1999 JO113 (asteroide 33682) é um asteroide da cintura principal. Possui uma excentricidade de 0.01812650 e uma inclinação de 2.36755º.
Este asteroide foi descoberto no dia 13 de maio de 1999 por LINEAR em Socorro.